# آنا بالاندینا
آنا بالاندینا (ارمنی: Աննա Բալանդինա؛ انگلیسی: Anna Balandina؛ ۹ اکتبر ۱۹۷۶) یک بازیگر اهل ارمنستان بود. وی بین سال‌های - تا - میلادی فعالیت می‌کرد.

## زندگی‌نامه
وی با نام اصلی آنا ولادیمیری شامتسیان (ارمنی: Աննա Վլադիմիրի Շամցյան) در ۹ اکتبر ۱۹۷۶ در ایروان به دنیا آمد آرمان قازاریان همسر وی می‌باشد. وی از انستیتو دولتی سینما و تئاتر ایروان (۲۰۰۲) فارغ‌التحصیل شد. وی در تئاتر روسی استانیسلاوسکی ایروان فعالیت کرده است. وی همچنین برندهٔ جوایزی همچون هنرمند افتخاری جمهوری ارمنستان (۲۰۱۳) و جوایز آرتاوازد شده است.

## یادداشت
1. ↑  ՀԹԳՄ «Արտավազդ» մրցանակ` «Համադասարանցիներ» ներկայացումում Սվետլանայի դերի համար «Լավագույն դերասանուհի» անվանակարգում